# Aleksej Torgunakov
Aleksej Sergejevitj Torgunakov (ryska: Алексей Сергеевич Торгунаков) född 6 januari 1985 i Protvino i Moskva oblast, är en rysk balettdansör.
Aleksej Torgunakov föddes i den mindre ryska staden Protvino, strax utanför huvudstaden Moskva. Torgunakov utbildade sig vid Moskvas koreografiska akademi, och efter att han graduerat från akademin gick han år 2004 med i Bolsjojteatern som operaartist. Vid Bolsjojteatern började han även med dansen, och år 2007 vann han den "internationella danstävlingen Hellas" i Aten i Grekland. Samma år gick han över till Bolsjojbaletten. Han har sedan han gick med i Bolsjojbaletten varit med i flera uppsättningar, som "Coppelia", "Spartacus" och "Don Quijote".
Torgunakov är trogen mot de klassiska danserna, men han är samtidigt öppen för allt nytt inom konsten: 2008–2009 vad han med i de moderna dansprojekten ”Three lecture” och Open doors” av Natalia Shirokova. År 2010 blev han vald till att medverka i samarbetet mellan Bolsjojteatern och den franska koreografen Angelin Preljocaj. Resultatet av det samarbetet blev baletten ”And then, one thousand years of peace. Creation 2010”. Världspremiären av baletten var på Bolsjojteatern, och efteråt gick uppträdandet på turné runt i de största europeiska huvudstäderna.
Förutom dansen är Torgunakov även intresserad av kroppens formbarhet, vilket är skälet till att han gärna medverkar i foto- och videoexperiment av olika konstnärer.